# Mhāsvād
Mhāsvād är en ort i Indien.   Den ligger i distriktet Satara Division och delstaten Maharashtra, i den sydvästra delen av landet, 1 200 km söder om huvudstaden New Delhi. Mhāsvād ligger 609 meter över havet och antalet invånare är 21 404.
Terrängen runt Mhāsvād är platt. Runt Mhāsvād är det ganska tätbefolkat, med 144 invånare per kvadratkilometer. Trakten runt Mhāsvād består till största delen av jordbruksmark.